# Martes y Trece
Martes y Trece va ser inicialment un trio (posteriorment duo) humorístic espanyol format per Josema Yuste, Millán Salcedo i Fernando Conde que ha marcat una època en la història de l'humor a Espanya. El seu estil es caracteritza pels seus gags esperpèntics sobre la vida quotidiana i les caricatures de personatges famosos.
El trio va fer la seva primera actuació en la televisió en 1978 en un programa de José María Íñigo, i a causa del seu èxit van repetir quatre vegades més. Fernando Conde deixa el grup en 1985 per dedicar-se al teatre, però Josema Yuste i Millán Salcedo continuen actuant com a martes y Trece fins a 1997, any en el qual van representar la seva última actuació al programa especial de cap d'any de TVE titulat Adós, realitzat per José María Fraguas de Pablo, en el qual també va actuar breument Fernando Conde.

## Orígens
Millán i Fernando van coincidir en el servei militar a Santander, on ja muntaven les seves breus "actuacions" entre els companys. Posteriorment coneixen Josema en la Escola d'Art Dramàtic a Madrid i li proposen la idea de formar un grup còmic.

## Difusió
Martes y Trece van debutar en la pantalla petita en 1979 al programa Fantástico, que presentava José María Íñigo. En els dos anys següents serien habituals les seves aparicions en espais d'entreteniment com Aplauso.
En 1982, Narciso Ibáñez Serrador escollí al trio per ser els nous Tacañones en la nova etapa d' Un, dos, tres... responda otra vez que s'estava preparant, la primera de Mayra Gómez Kemp, i fins i tot Millán arriba a gravar una presentació caracteritzat com a senyora de Tacañón del Todo que va arribar a emetre's. No obstant això, a última hora Chicho va canviar d'opinió i va triar a Les germanes Hurtado per al paper Durant els primers programes d'aquesta etapa, Martes y Trece apareixerien com a còmics en la subhasta.
El salt a la televisió va ser el que els va encastellar, des de certs programes especials per a cap d'any. A través de sketchs basats en personatges públics, caricaturitzaven amb estil propi les escenes habituals de la televisió i ràdio. El més famós va ser el de l' empanadilla de Móstoles, en la Nit de cap d'any de 1985-1986, en el qual recreaven la trucada d'una oïdora al programa de ràdio Encarna de noche, on a través de diferents canvis d'informació, la conversa es feia cada vegada més delirant, fent sofrir la locutora, Encarna Sánchez, que arriba a perdre els nervis Van ser les seves primeres intervencions en programes de Nit de cap d'any, encara que abans havien aparegut en altres programes (Aplauso). En 1988 van ser els presentadors d' Hola, hola 89!.
Posteriorment van arribar més especials de Nit de cap d'any, els primers dels quals van ser escrits per ells mateixos i dirigits per Rafael Galán, i que des de 1989 fins a la dissolució del grup en 1997 (excepte en 1993, quan van ser substituïts per Cruz y Raya) van omplir de riures els moments finals de l'any, previs a les campanades de la Puerta del Sol (que en 1990 també van presentar ells mateixos): A por uvas (1989), ¡Venga el 91! (1990), El 92 cava con todo (1991), Martes y 13 en directo (1992), ¡Fíjate! (1994), A Belén pastores (1995), Emisión Imposible (1996) i Adós (1997), realitzat per José María Fraguas de Pablo.
No obstant això, també van realitzar programes especials no emesos en Nit de cap d'any, com A ver, a ver (1991), Que te den concurso (1992) i Vísperas y festivos (1995).
L'èxit d'audiència dels seus especials de nit de cap d'any va fer que TVE els concedís el seu propi programa setmanal, Viéndonos, que combinava actuacions amb sketxs del duo còmic. Va tenir un èxit irregular, amb 18 emissions. En aquest programa van fer una entrevista surrealista a Madonna en 1992.
En 1994 van tenir un nou programa setmanal, El retonno, de menor èxit.
El seu èxit va propiciar la creació d'un programa setmanal i la seva aparició a pel·lícules d'humor com Ni te cases ni te embarques, La loca historia de los tres mosqueteros, Aquí huele a muerto... (¡Pues yo no he sido!) i El robobo de la jojoya.
En 2008, el trio es va retrobar en el programa de La 1 Yo estuve allí. En 2011, Josema Yuste i Millán Salcedo participaren en la campanya de Campofrío Cómicos, que reunia un gran nombre d'humoristes espanyols en un homenatge a Miguel Gila. En 2013 aparegueren en el programa Hay una cosa que te quiero decir de Telecinco i tornaren a actuar plegats breumente en un homenatge a l'humorista Manolo de Vega. En 2014 tornaren a trobar-se al programa El pueblo más divertido a La 1 presentat per Millán Salcedo y Mariló Montero, en el que Josema Yuste participava com a padrí de Cadalso de los Vidrios. En 2015 foren entrevistats als programes Qué tiempo tan feliz, de Telecinco, i Alaska y Segura, de La 2. En 2016, el trio va tornar a reunir-se per participar en una campanya publicitària de Mahou i Josema Yuste i Millán Salcedo van ser entrevistats per Bertín Osborne al programa En la tuya o en la mía, de Telecinco.

## Historial

### Programes de televisió
- 1991 A ver, a ver
- 1992 Que te den concurso
- 1992-1993 Viéndonos
- 1994 El retonno
- 1995 Vísperas y Festivos
- 2014 El pueblo más divertido

### Especials de Cap d'Any
- 1988 ¡Hola, hola 89!
- 1989 A por uvas
- 1990 ¡Venga el 91!
- 1991 El 92 cava con todo
- 1992 Martes y 13 en directo
- 1994 ¡Fíjate!
- 1995 A Belén pastores
- 1996 Emisión imposible
- 1997 Adós

### Pel·lícules
- Ni te cases ni te embarques (1982)
- La loca historia de los tres mosqueteros (1983)
- Aquí huele a muerto… (Pues yo no he sido) (1990)
- El robobo de la jojoya (1991)